# Danny Joe Brown
Danny Joe Brown (24. srpna 1951 – 10. března 2005) byl americký hudebník, skladatel a zpěvák southern rockové skupiny Molly Hatchet.